# Buccinum frustulatum
Buccinum frustulatum is een soort in de klasse van de Gastropoda (Slakken).
Het dier komt uit het geslacht Buccinum en behoort tot de familie Buccinidae. Buccinum frustulatum werd in 1980 beschreven door Golikov.